# Presbyornis
Presbyornis is een geslacht van uitgestorven eendachtige vogels die leefden ongeveer 65 miljoen jaar geleden gedurende het Paleoceen tot Eoceen. Er zijn twee soorten, P. pervetus en P. isoni.
Fossielen van Presbyornis pervetus zijn gevonden in Zuid-Amerika, de Verenigde Staten en West-Europa. De tweede soort, Presbyornis isoni, had het formaat van een zwaan en is alleen bekend van fossielen uit het Laat-Paleoceen van Maryland.

## Kenmerken
Presbyornis pervetus is de bekendste van de twee soorten en dit dier had het formaat van een hedendaagse gans: een lengte van 100 centimeter en een hoogte van 35 tot 40 centimeter. Deze vogel had een slank gebouwd lichaam, lange poten en een lange hals, waardoor Presbyornis pervetus uiterlijk veel op een flamingo leek. De eendachtige snavel verraadde echter zijn werkelijke afkomst. Aan de voeten zaten waarschijnlijk zwemvliezen, maar zijn poten waren te lang om mee te zwemmen. Wetenschappers denken dat deze zijn ontwikkeld om te voorkomen dat de vogel weg zou zakken in modder.

## Gedrag en leefomgeving
Presbyornis pervetus leefde in grote groepen rondom rustige, ondiepe binnenwateren en kustgebieden, wat af te leiden valt aan de talrijke resten van skeletten en eieren. Het voedsel, dat bestond uit algen, zaden, waterplanten en kleine ongewervelde diertjes zoals waterinsecten en wormen, werden met de brede, platte snavel uit het water gefilterd.

## Fossielen
De fossielen van Presbyornis pervetus bevatten veel complete skeletten van vindplaatsen uit de Green River-formatie (Vroeg-Eoceen), wat erop wijst dat de vogels in kolonies broedden en mogelijk aan botulisme ten prooi vielen, vergelijkbaar met de huidige koloniebroedende watervogels of kustvogels. Presbyornis isoni is bekend van de Aquiaformatie (Maryland, 61-62 miljoen jaar geleden, Laat-Paleoceen) van een opperarmbeen (USNM 294116) en een vingerbot (USNM 294117) die aanvankelijk werden beschreven, evenals van de opperarmbeenderen waarvan aanvankelijk werd aangenomen dat ze van Headonornis waren (BMNH PAL 3686, 5105, 6240). Aangezien deze Laat-Eoceen of zelfs Vroeg-Oligoceen zijn (BMNH PAL 5105, Bembridge Marls), behoren ze mogelijk tot een apart taxon.
Presbyornis recurvirostris is een betwiste soort die mogelijk synoniem is met Presbyornis pervetus; het is bekend van een gedeeltelijke vleugel (KUVP 10105) gevonden in sedimenten van de Coltonformatie uit het Eoceen van het Wasatch Plateau bij Ephraim (Utah). Onbeschreven fossielen zijn ook bekend uit het Paleoceen van Utah en mogelijk het Vroeg-Eoceen van Mongolië. Het ravenbeksbeen dat nog steeds wordt toegewezen aan Headonornis kan ook tot dit geslacht behoren.